# Шипмен (Вірджинія)
Шипмен (англ. Shipman) — переписна місцевість (CDP) в США, в окрузі Нелсон штату Вірджинія. Населення — 492 особи (2020).

## Географія
Шипмен розташований за координатами 37°43′38″ пн. ш. 78°50′32″ зх. д. / 37.72722° пн. ш. 78.84222° зх. д. (37.727242, -78.842287).  За даними Бюро перепису населення США в 2010 році переписна місцевість мала площу 6,99 км², уся площа — суходіл.

## Демографія
Згідно з переписом 2010 року, у переписній місцевості мешкало 507 осіб у 226 домогосподарствах у складі 127 родин. Густота населення становила 72 особи/км².  Було 261 помешкання (37/км²).
Расовий склад населення:
| - 73,6 % — білих - 23,9 % — чорних або афроамериканців |

До двох чи більше рас належало 2,2 %. Частка іспаномовних становила 3,4 % від усіх жителів.
За віковим діапазоном населення розподілялося таким чином: 22,1 % — особи молодші 18 років, 59,4 % — особи у віці 18—64 років, 18,5 % — особи у віці 65 років та старші. Медіана віку мешканця становила 44,3 року. На 100 осіб жіночої статі у переписній місцевості припадало 89,2 чоловіків;  на 100 жінок у віці від 18 років та старших — 86,3 чоловіків також старших 18 років.
За межею бідності перебувало 29,4 % осіб, у тому числі 0,0 % дітей у віці до 18 років та 48,4 % осіб у віці 65 років та старших.
Цивільне працевлаштоване населення становило 230 осіб. Основні галузі зайнятості: освіта, охорона здоров'я та соціальна допомога — 37,4 %, будівництво — 19,1 %, публічна адміністрація — 5,7 %, сільське господарство, лісництво, риболовля — 5,7 %.